# Scotiella norvegica
Espèce
Variétés de rang inférieur
- Scotiella norvegica var. carstenszis

Scotiella norvegica est une espèce d'algues vertes du genre Scotiella et de la famille des Oocystaceae.
Scotiella norvegica var. carstenszis est une variété de cette espèce.